# Második el-alameini csata
A második el-alameini csata a második világháború észak-afrikai hadszínterének döntő ütközete volt. 1942. október 23. és november 4. között zajlott, főként a Brit Nemzetközösség erői és a tengelyhatalmak német-olasz csapatai között.
Miután a szövetséges hatalmak az első el-alameini csatában kínkeservesen megállították Rommel Kairó felé előrenyomuló csapatait, az arcvonal el-Alameinnél, Alexandriától 106 km-re szilárdult meg. Jelentős erősítések beérkezése után Montgomery tábornok vezetésével a szövetségesek több fázisban megtámadták és áttörték a német-olasz csapatok arcvonalát, és jelentős veszteségeket okozva megfutamították őket. Az Afrikakorps maradványai szinte Tunéziáig hátráltak.
Az elszenvedett vereség megpecsételte a tengelyhatalmak sorsát Észak-Afrikában, a továbbiakban már csak korlátozottan voltak képesek offenzív hadviselésre.
A csata volt a háború során az első, sikerrel végződött nagyszabású szövetséges hadművelet. A vereségek sorozatába belefásult szövetségesekre gyakorolt lelkesítő hatása talán még a csata stratégiai jelentőségét is felülmúlta. Churchill szavai szerint: "Ez még nem a vég, még csak nem is a vég kezdete, sokkal inkább a kezdet vége".

## Előzmények
Az észak-afrikai sivatagban a háború kitörése óta váltakozó sikerrel folytak a harcok. Kezdetben a mediterrán gyarmatbirodalom kiépítésén fáradozó fasiszta Olaszország
csapatai álltak szemben a Közel-Keleten erős pozíciókkal rendelkező Brit Birodalommal.
Az Egyiptom ellen támadó olaszok csúfos veresége után Hitler páncélosokkal megerősített német csapatokat vezényelt Észak-Afrikába Erwin Rommel tábornok parancsnoksága alatt. Rommel rendbe szedte a megroppant olaszokat, és támadást indított a britek ellen, akik korábbi győzelmük után számos egységet átvezényeltek a dél-európai hadszíntérre.
A szövetségesek a legjelentősebb észak-afrikai támaszpont, Tobruk mögé szorultak vissza, de 1941 végén ellentámadást indítottak, ami felmentette Tobrukot és súlyos harcokban szorította vissza Rommelt. A Pearl Harbor-i támadás után az ausztrál csapatokat számos más brit egységgel együtt a Távol-Keletre vezényelték át, Hitler szemében azonban felértékelődött a Szuezi-csatorna felé vezető észak-afrikai hadszíntér. Rommel erősítéseket kapott, és ismét nagyszabású támadást indított a meggyengült szövetségesek ellen.
Elesett Tobruk és a német-olasz csapatok benyomultak Egyiptomba. A gazalai páncéloscsatában ugyan még győztek, de utánpótlási vonalaik megnyúltak, előrenyomulásuk lelassult, járműveik sorra működésképtelenné váltak a túlzott igénybevétel miatt, és az egy hónapig tartó első el-alameini csatában (1942. július 1-27.) a britek kínkeservesen ugyan, de megállították Rommelt. El-Alamein már csak 50 km-re fekszik Alexandriától, de az állásoktól délre húzódó járhatatlan Kattara-mélyföld megakadályozta, hogy a mozgékony német páncélosegységek megkerüljék az itt kiépülő védelmi vonalat. Rommel kénytelen volt megállni, és a szünetet mindkét fél csapatai megerősítésére próbálta kihasználni.
Rommel nehéz helyzetbe került. A Szovjetunió elleni hadjárat felemésztett minden német tartalékot, és az Észak-Afrikába küldött kevés hadianyagnak is csak a töredéke jutott át a Földközi-tenger térségében erőre kapó szövetségesek blokádján. Amit sikerült Tripoliban partra tenni, kizárólag teherautóval, több ezer kilométeres úton lehetett csak a csapatokhoz juttatni, és az üzemanyag-hiány egyre kritikusabb lett. A németek tudomást szereztek egy hatalmas, utánpótlással és vadonatúj amerikai tankokkal megrakott konvojról is, amely úton volt Alexandria felé. Rommelnek nem volt más választása, gyors döntést kellett kicsikarni.
A szövetségesek sem töltötték tétlenül az időt, és jól megerősített, a Kattara-mélyföldtől a tengerig húzódó védelmi vonalat építettek ki. Churchill leváltotta az általa erélytelennek tartott Auchinleck tábornokot, a térség szövetséges főparancsnoka Harold Alexander lett. A Rommellel farkasszemet néző brit 8. hadsereg élére vezényelt Gott tábornok repülőgépét német vadászgépek Kairó mellett lelőtték, és a hősi halált halt tábornok helyébe sebtében Bernard Montgomeryt nevezték ki. "Monty" korábban sikerrel szerepelt a franciaországi hadjárat során, és Churchill rokonszenvét kéretlen, szókimondó, de hatékony parancsnoki stílusával nyerte el (amivel mellesleg a konzervatív brit tábornoki karban számos ellenséget szerzett).
Augusztus végén Rommel merész támadást indított Alam el Halfánál. Benzinhiány és a szövetséges légierő hatékony közbeavatkozása miatt a támadás elakadt. Montgomery ellentámadásra küldte csapatait, azonban a parancsnok túlzott óvatossága és a friss brit csapatok tapasztalatlansága miatt az ellentámadás nem ért célt. A siker azonban a szövetségeseké lett, mivel Rommel másodlagos célja pontosan egy elhamarkodott ellentámadás kikényszerítése és a szövetséges erők felőrlése volt – ezt az óvatos Montgomery elkerülte. Rommel dühöngött: "A disznó! Nem támad!" mondta egyik tisztjének.
A németek és olaszok nem tehettek mást, ők is megerősítették védelmi vonalaikat, és várták, hogy a helyzet megváltozzon. A helyzet azonban egyre inkább az ő hátrányukra változott: sorra érkeztek be Alexandriába a csapatokkal és hadianyaggal megrakott szövetséges hajók és október közepére már 220 000 szövetséges katona és 1000 tank nézett farkasszemet a jól beásott 115 000 fős német-olasz sereg 550 tankjával. Ami még fontosabb volt: a lövészárkokkal és aknamezőkkel megerősített védővonal áttöréséhez Montgomery példátlan mennyiségű tüzérségi eszközt vonultatott fel.

## Szövetséges haditervek
Montgomery, Lightfoot hadművelet néven 12 napig tartó, három fázisú (betörés, a páncélosokat felőrlő közelharc, végső áttörés) hadművelet terveit dolgozta ki. A tüzérség és utászok segítségével két folyosót vágtak volna északon a német aknamezőkön keresztül. Az itt benyomuló páncélosok megütköztek volna a feleannyi ellenséges páncélossal, miközben délen elterelő gyalogsági támadás indul az ott védekező csapatok lekötésére. Az északi áttörés elvágta volna a teljes ellenséges sereg visszavonulásának útját, mivel csak itt, a tengerpart mentén voltak járható utak (itt húzódott a térség egyetlen vasútja is).
Az első éjszaka kritikus volt: a terv szerint a XXX. hadtest gyalogsága 26 km-t nyomul előre az ellenséges aknamezőkön keresztül, és egy ideiglenes védővonalat tartva megvárja, amíg az utászok megnyitják a folyosókat és a X. hadtest páncélosai felzárkóznak, és megtörik a meginduló német ellentámadást.
Fontos volt a gyalogság és a harckocsizók megfelelő koordinációja: a páncéltörő ágyúkkal jól felszerelt német-olasz mélységi védelem áttöréséhez gyalogsági támogatás kellett, a gyalogság ellen meginduló német páncélos-ellentámadás megállításához pedig harckocsik. A korábbi észak-afrikai hadműveletek során a szövetségesek rengeteg harckocsit veszítettek, amikor a sivatagban gyorsan mozgó páncélosok lehagyták a gyalogságot, és beásott ellenséges páncéltörő ágyúkba futottak. Hasonlóképpen, rengeteg gyalogos esett fogságba amikor saját páncélosok hiányában a német tankok átszáguldottak a vonalaikon és a visszavonulási és utánpótlási útvonalakat elvágva bekerítették őket.
A terv kulcsfontosságú része volt az ellenség megtévesztése is a támadás helyszínét és időpontját illetően. A csatát megelőző hónapokban Bertram hadművelet néven a szövetségesek számos megtévesztő akciót hajtottak végre. Szeptemberben a front északi részén üres ládákból álló hatalmas raktárakat hoztak létre, a németek pedig közelgő támadástól tartva megerősítették ezt a frontszakaszt. Ezután üzemanyagvezetéket kezdtek építeni déli irányban, északon pedig nem történt semmi. A németek kezdetben bombázták az üres raktárakat, majd – mivel nem történt itt semmi – az olajvezeték építését felfedezve délre csoportosítottak át. Szeptember folyamán a britek észrevétlenül feltöltötték az üres raktárakat (amelyek látványához a német felderítők már hozzászoktak), a csővezetéket pedig nem használták semmire. További megtévesztésként teherautókra farostlemezből messziről tanknak látszó felépítményeket barkácsoltak, és százával irányították át az ilyen "tankokat" az arcvonal déli részére. Az igazi harckocsikat éjjel mozgatták (északra), és ponyvákkal és festett falapokkal teherautónak álcázták őket.

## A tengelyhatalmak tervei

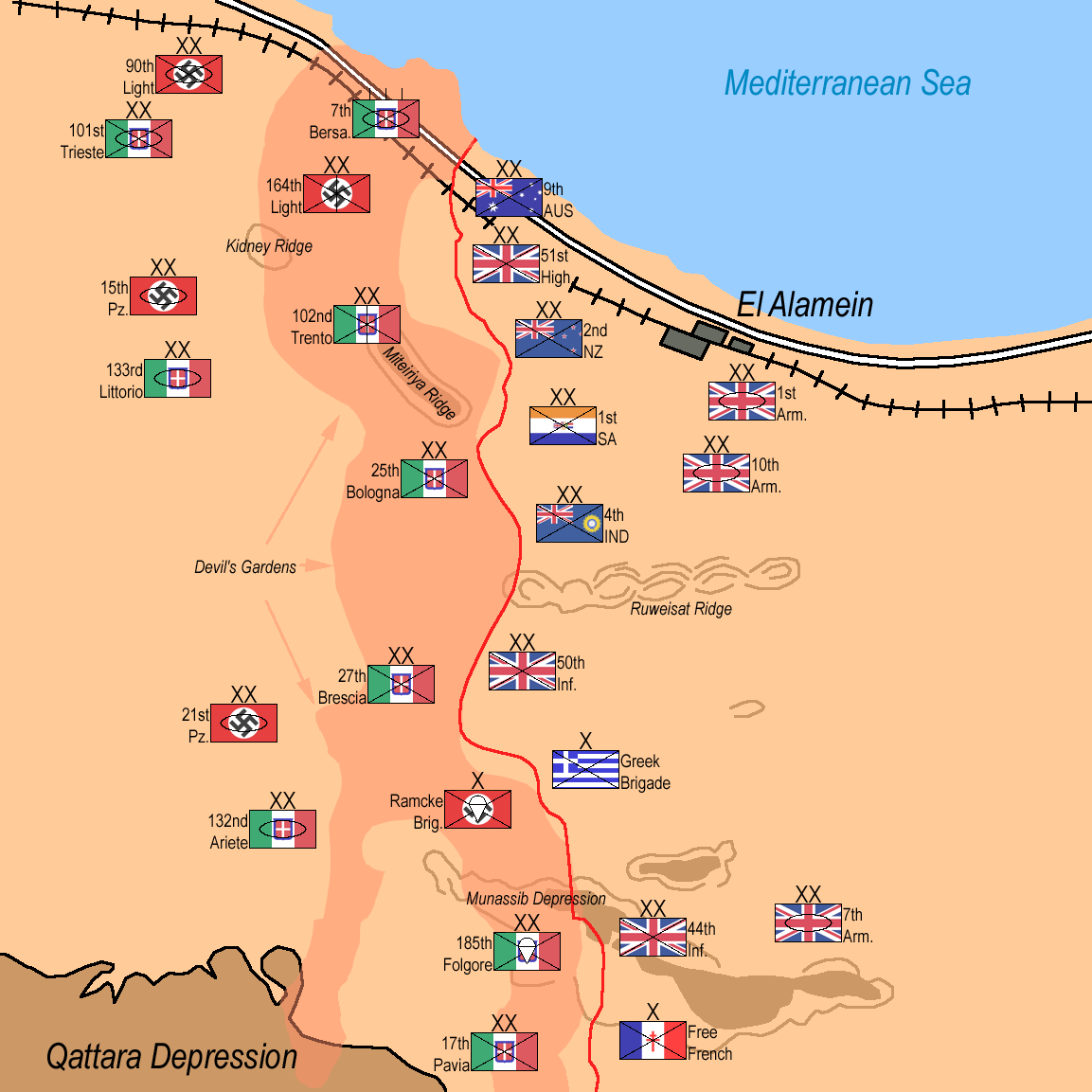
Az erők elhelyezkedése a csata előestéjén

Az Alam el Halfa-i kudarc után Rommel helyzete kritikussá vált. Olyan kevés utánpótlás jutott el hozzá, hogy hadserege már hónapok óta a Tobrukban zsákmányolt szövetséges hadianyagot (benzint, teherautókat, élelmiszert) élte fel. A keleti fronton kialakult helyzet miatt Rommel hiába kért további csapatokat és felszerelést. Jól tudta, hogy az ő sorsa is Sztálingrádnál dől el: ha a németek győznek, és áttörnek a Kaukázus felé, a szövetségesek kénytelenek lesznek közel-keleti csapataikat átdobni Iránba és Törökországba.
Eközben a vele szemben álló 8. brit hadsereg fokozatosan erősödött – a jól szervezett egyiptomi német kémhálózat beszámolt minden egyes beérkező konvojról.
Rommel tehát védelemre rendezkedett be, és – főként a Tobruknál zsákmányolt nagy mennyiségű brit akna és robbanószer felhasználásával – több kilométer mélységű aknamezőt telepített a vonalak elé. Több mint félmillió harckocsiaknát raktak le, és nem fukarkodtak a gyalogsági aknákkal sem.
Mivel a szövetséges megtévesztő manőverek jól működtek, Rommel kénytelen volt csapatait egyenlően elosztani a védelmi vonal mentén. Felváltva telepített német és olasz egységeket, a tartalékot pedig két német páncéloshadosztály és egy gépesített hadosztály adta, valamint egy ugyanilyen szervezésű olasz csoport. A tartalékok mozgékonyságát azonban súlyosan befolyásolta az üzemanyaghiány.
Rommel tehát felkészült a védelemre, és várt, más lehetősége nem lévén. Visszavonulni nem akart, ezt amúgy Hitler a legszigorúbban meg is tiltotta neki is, mint minden német parancsnoknak.

## A csata

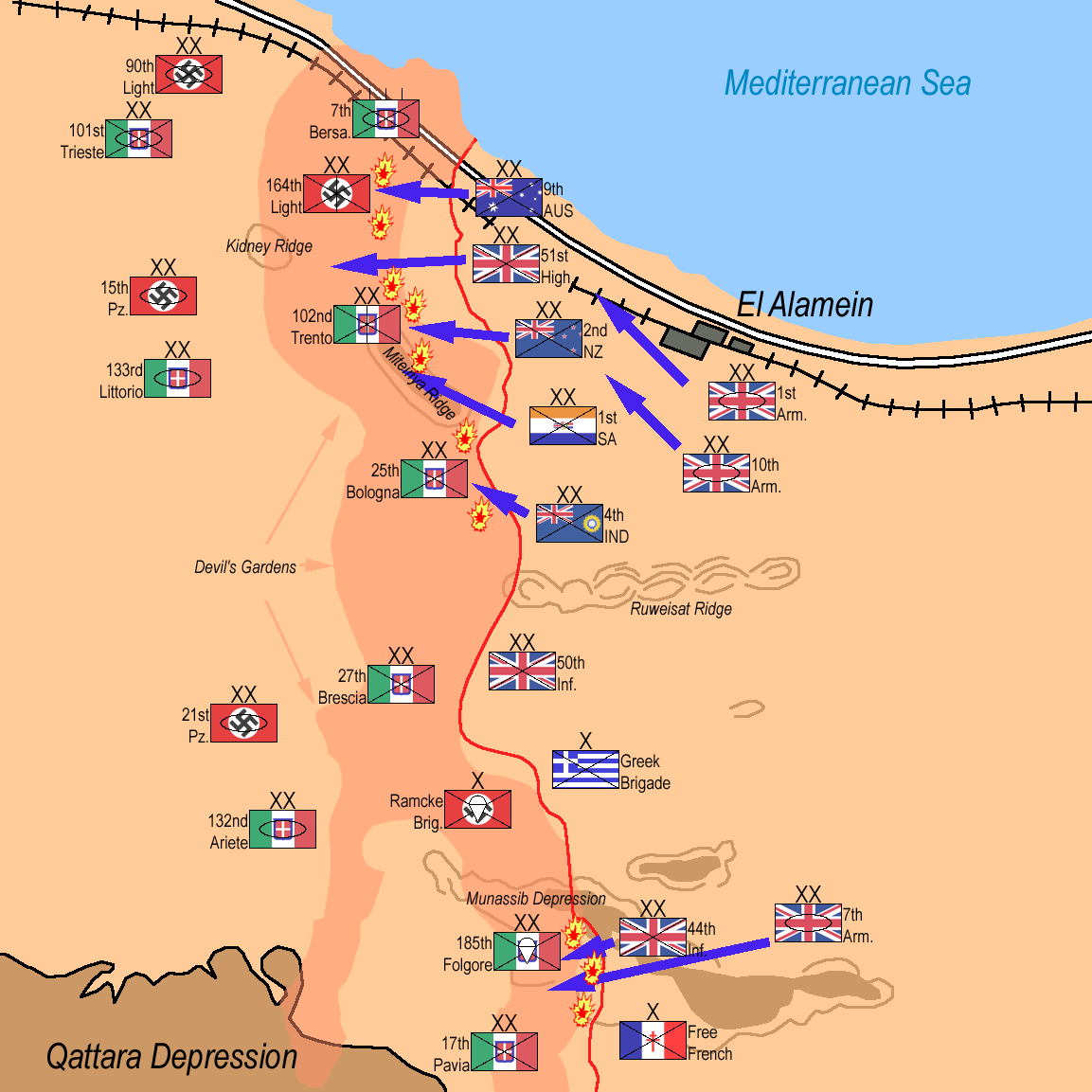
Okt. 23. 22:00:Szövetséges támadás

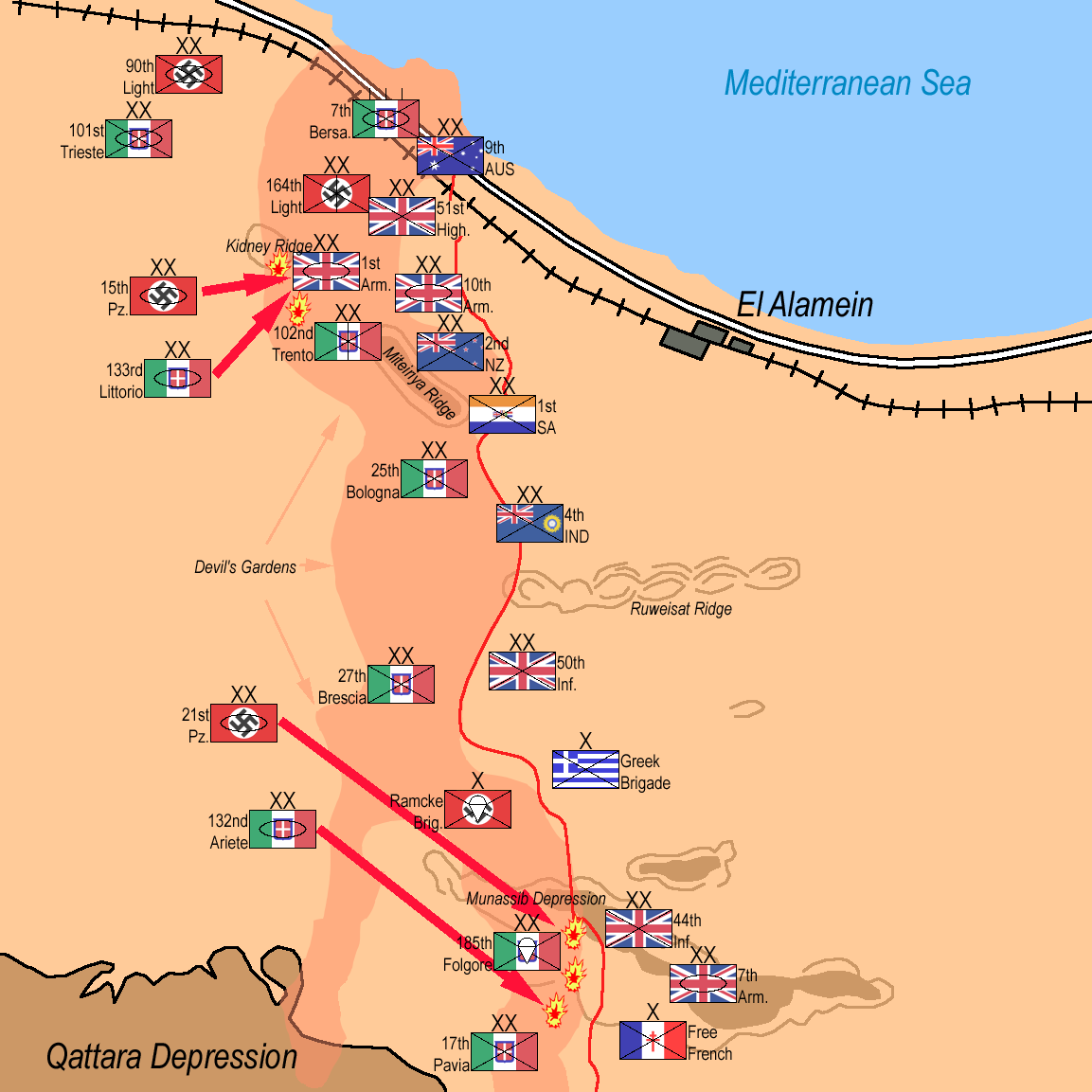
Okt. 24. 18:00: Első ellentámadás (21. és Ariete pc. ho.)

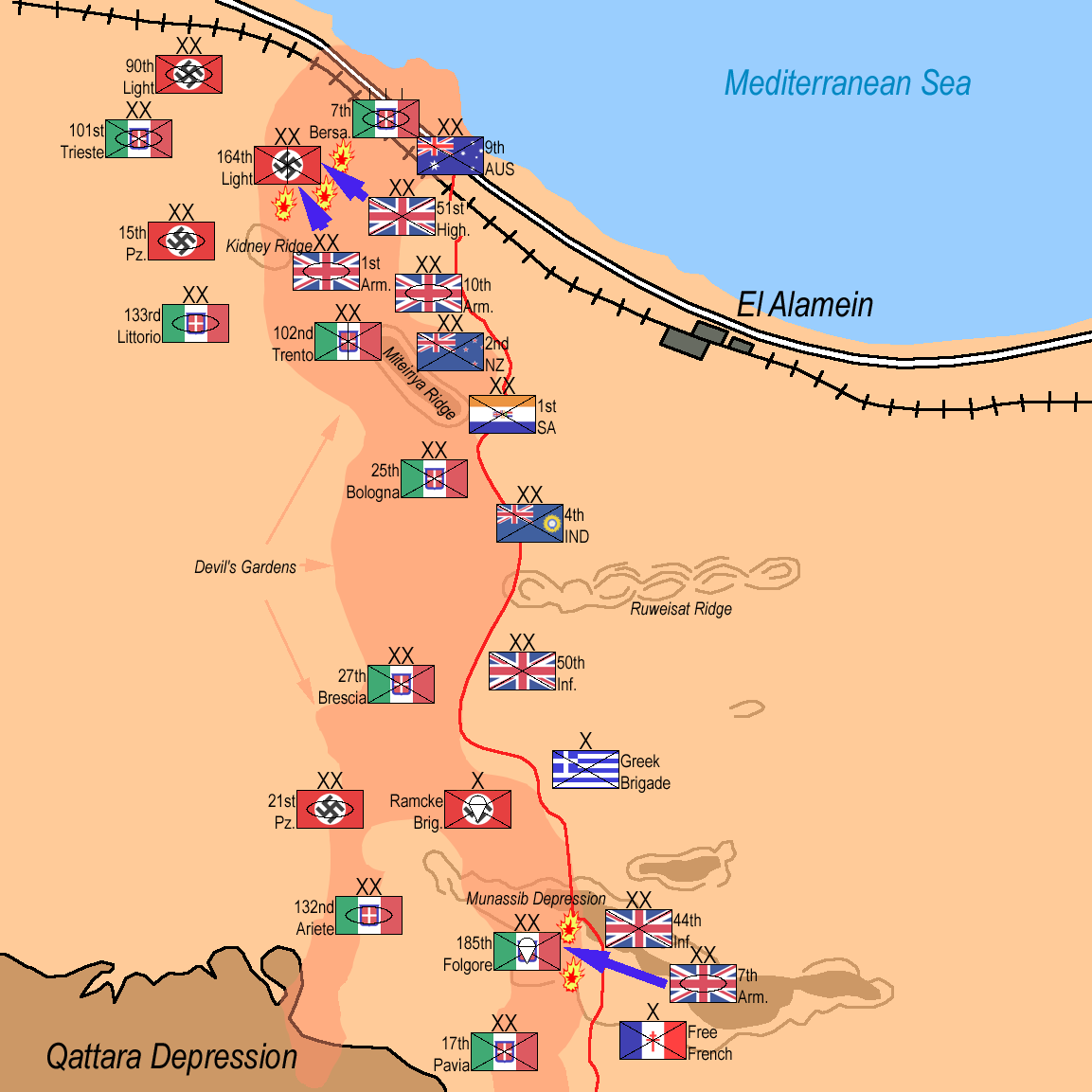
Okt. 25. éjszaka: szövetséges áttörési kísérlet

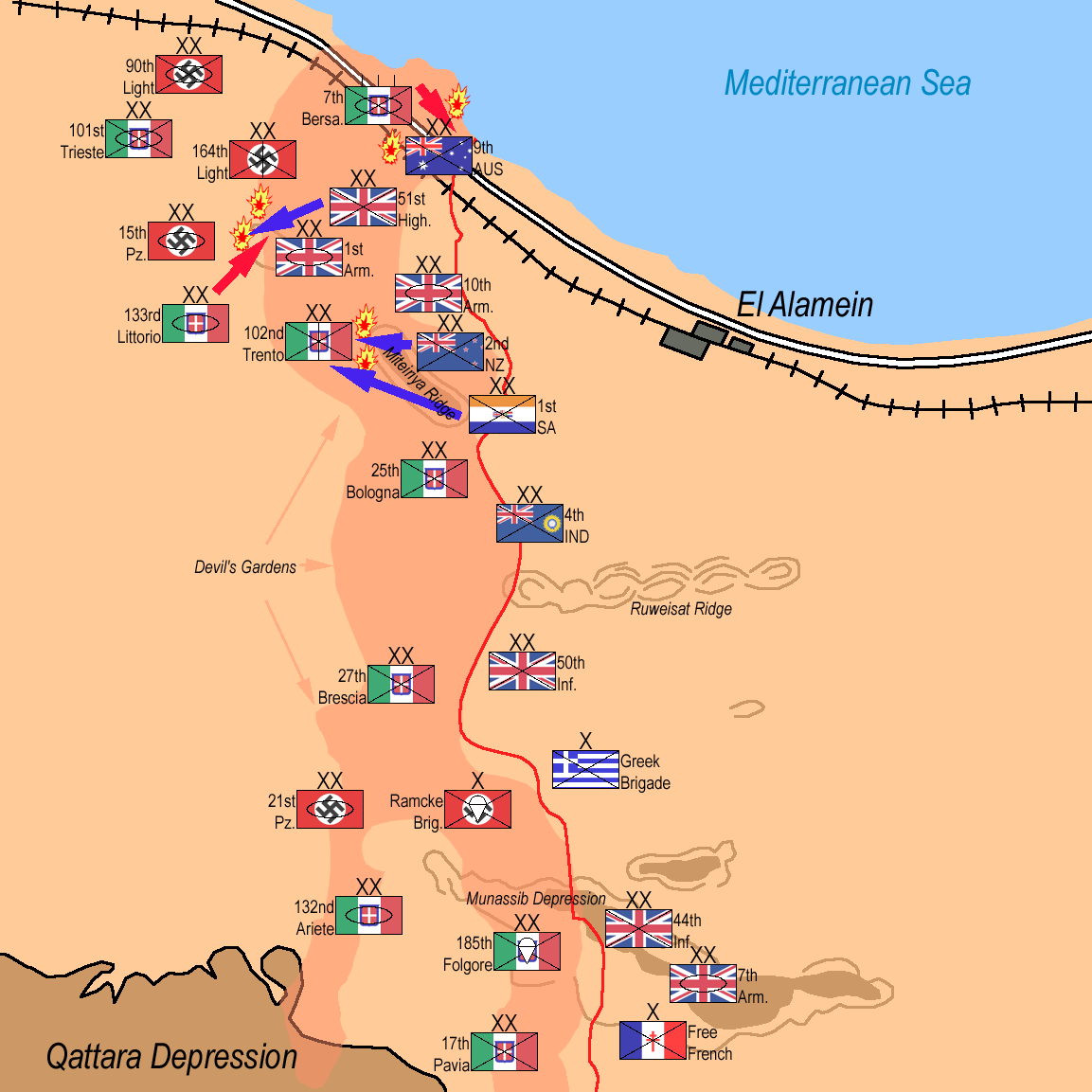
Szövetséges előrenyomulás október 26-án

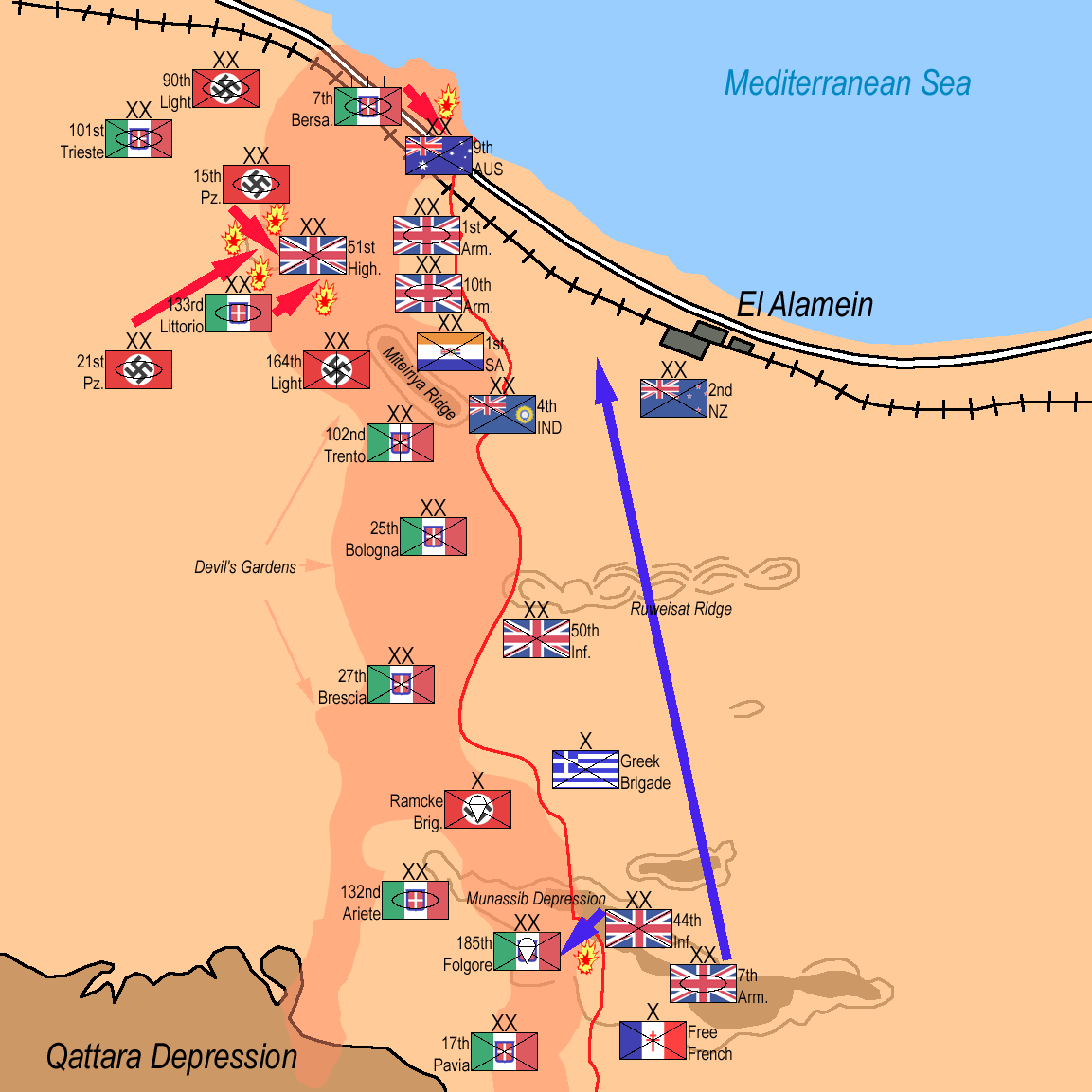
Újabb német ellentámadás, október 27. reggel

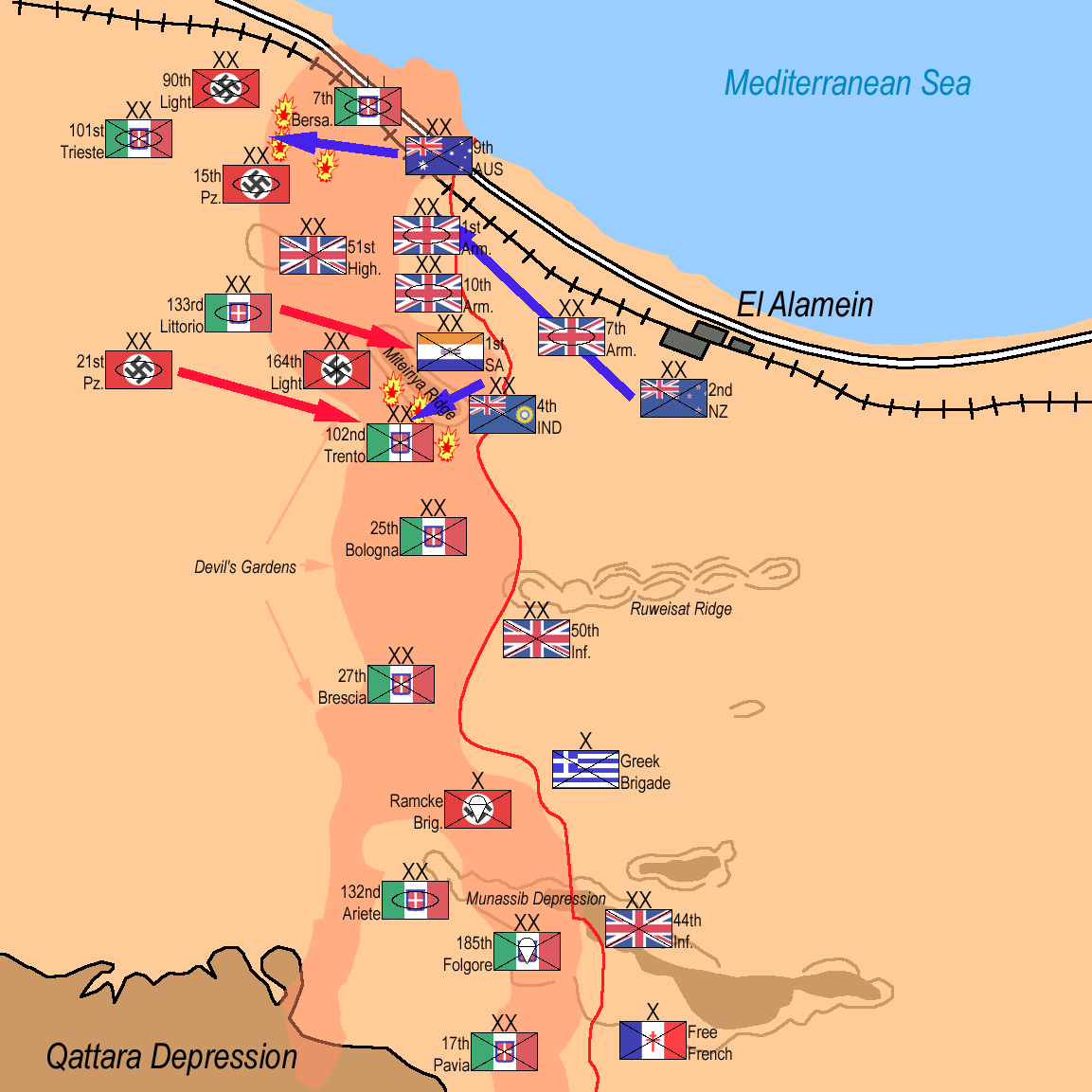
Szövetséges támadás a Trento hadosztály ellen 28-án

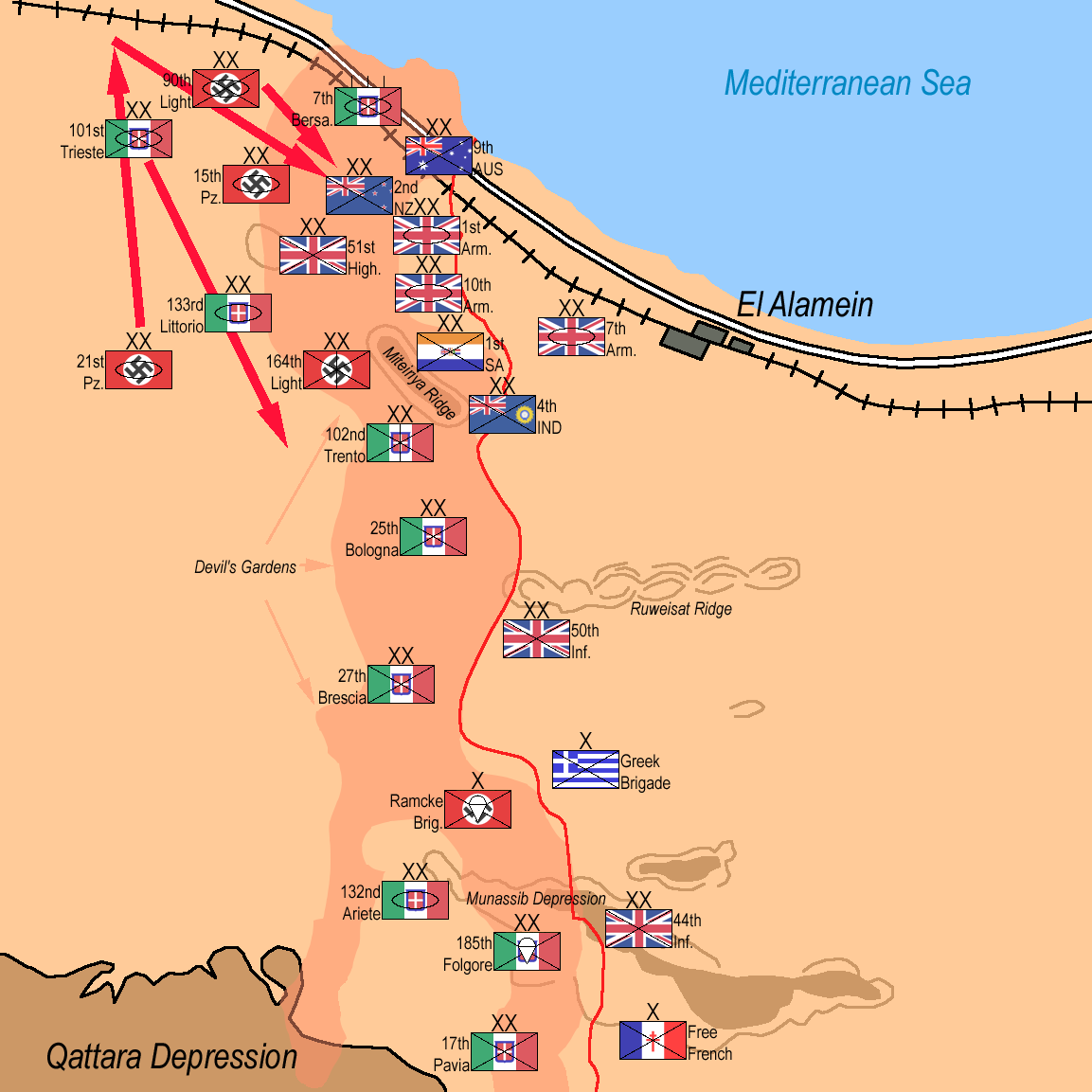
Rommel átcsoportosít: oktober 29.

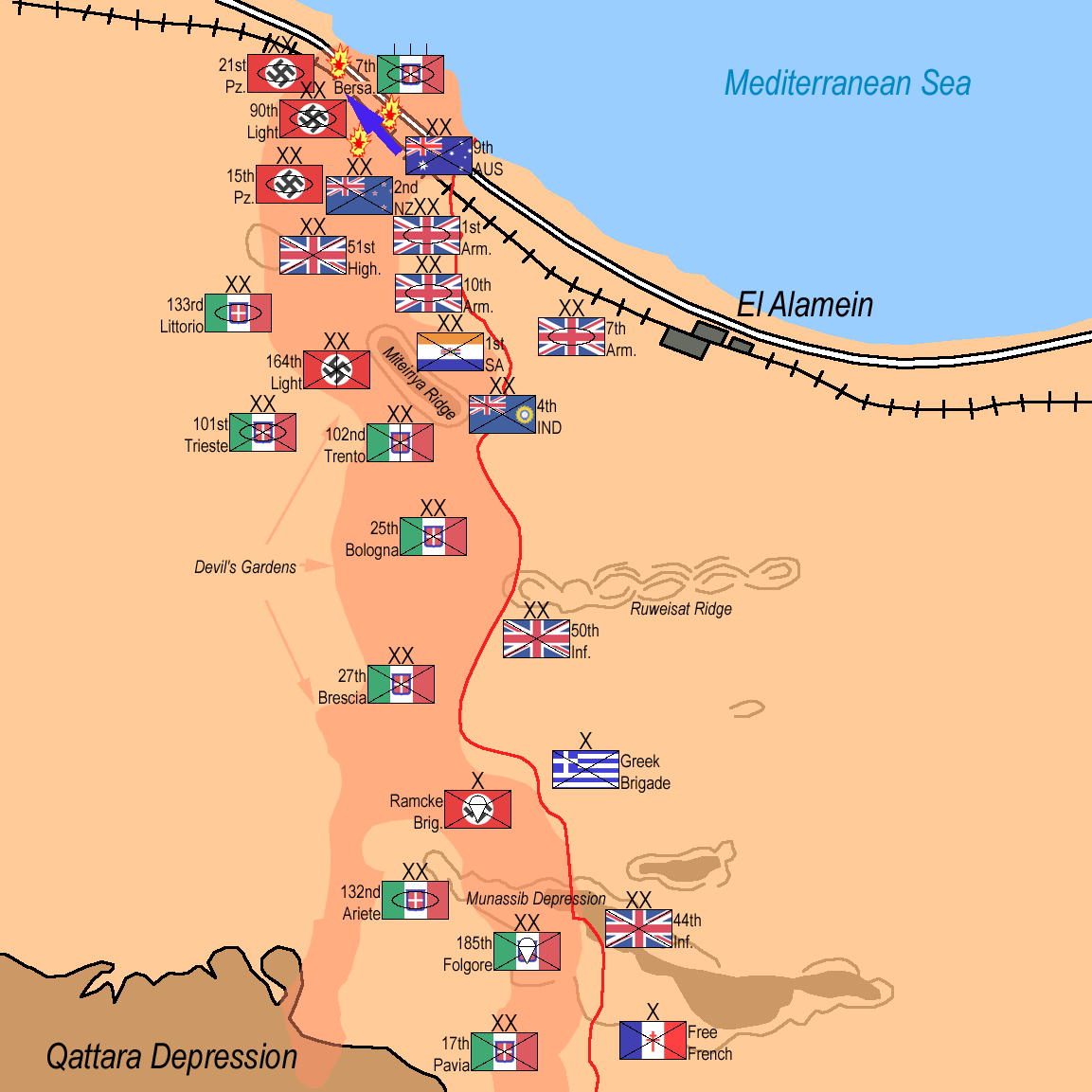
A Supercharge hadművelet megindulása, október 31. éjjel

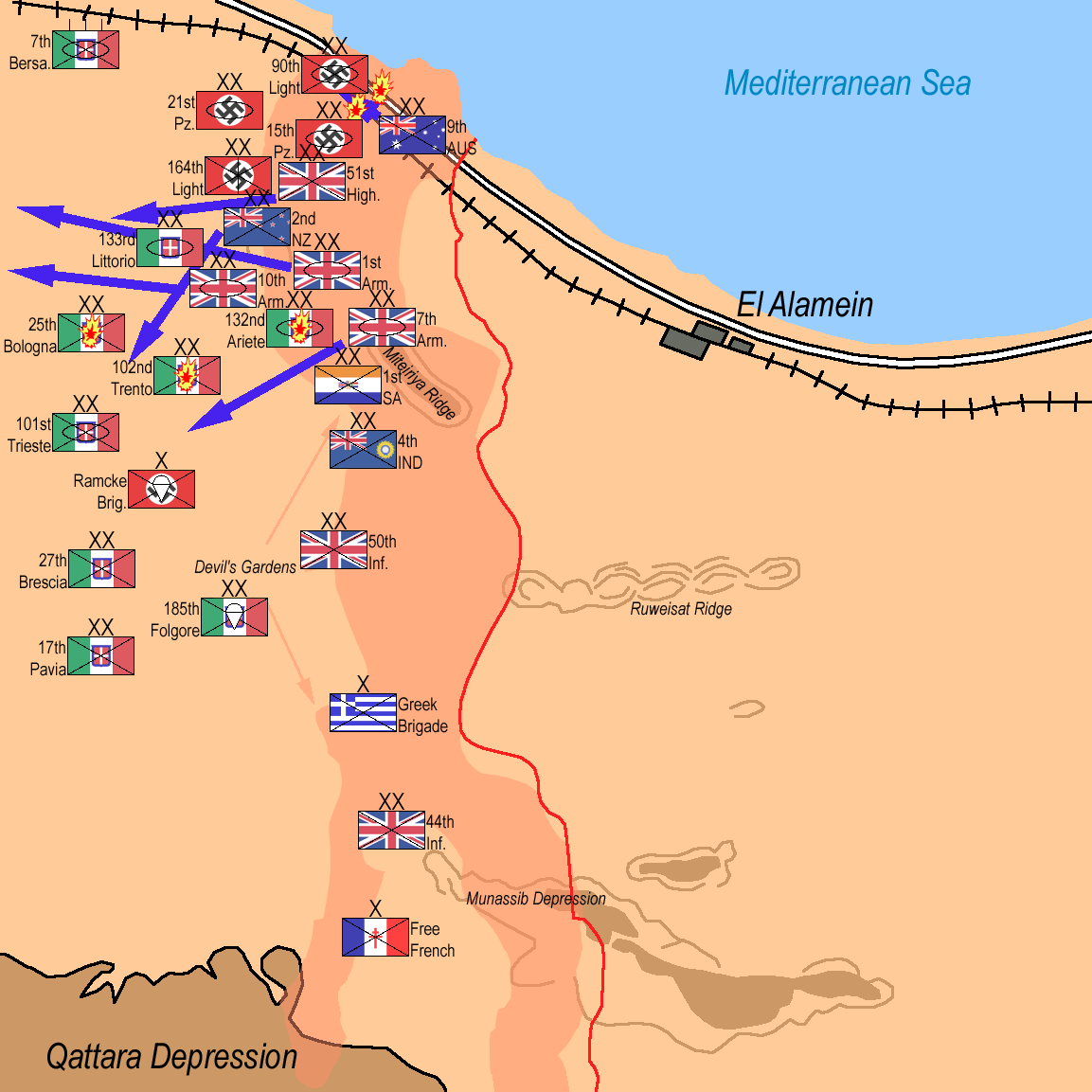
Szövetséges áttörés: november 4. A Trento, Bologna és Ariete hadosztályok megsemmisülnek, a tengelyhatalmak csapatai menekülnek

A csatát általában öt fázisra bontva tárgyalják, ezek: a kitörés (október 23-24.), a német-olasz csapatok megroppanása (október 24-25.), Rommel ellentámadása (október 26-28.), a bekerítési kísérlet (a Supercharge hadművelet, november 1-2.) és a németek kitörése ebből (november 3-7.). Október 29-én és 30-án a hadműveletek szüneteltek, ezt nem tekintik külön fázisnak.

### Első fázis: Kitörés
Október 23-án este 9 óra 40 perckor a nyugodt, tiszta, teliholdas sivatagi éjszakát 882 szövetséges ágyú tüze törte meg. 20 perces általános bombázás után, amikor a 60 km-es front teljes szélességében hullottak a gránátok, a tüzérség átváltott a kijelölt célpontok támadására, ami 5 és fél órán keresztül tartott. A közhiedelemmel ellentétben, a 882 ágyú soha nem tüzelt egyszerre, így a csatát nem "1000 ágyú fülsiketítő dörgése" nyitotta meg, mint arról a korabeli sajtó beszámolt.
10 órakor 4 gyaloghadosztály indult meg az aknamezőkön keresztül. Mivel az aknák többsége harckocsi-akna volt, a szétszórt formációban előrenyomuló gyalogosok súlya alatt nem robbantak fel. Amint a gyalogság áthaladt az első aknamezőkön, az utászok megkezdték a mindössze 8m széles folyosók megtisztítását, és éjjel 2-kor az első 500 tank lassan megindult előre. A keskeny folyosókon a tankok csak lassan, egyes sorban tudtak haladni. Hajnali 4-re a felvert por olyan sűrű lett, hogy az élen haladó tankok nem látták a folyosókat jelző zászlókat, és az előrenyomulás elakadt. Az aknamező sokkal mélyebb volt, mint azt a szövetséges felderítés feltételezte, ezért reggelre nem sikerült a folyosókat teljes hosszúságukban megnyitni. A napfelkelte ott találta a brit harckocsikat egyes sorban ácsorogva a sivatag és az ellenséges aknamező közepén.
Mindeközben délen a 7. brit páncéloshadosztály (soraiban az 1. szabad francia dandárral) megtévesztő támadást indított a 21. német páncéloshadosztály és az olasz Ariete (Kos) hadosztály ellen. Hasonló akcióba kezdett a Ruveiszat hegygerincen védekező olasz Bologna hadosztály ellen a 4. indiai gyaloghadosztály.

### Második fázis: A védelem megroppan
Október 24-e reggele szomorú eseményekkel köszöntött be a németek számára: a tüzérségi támadás elvágta a telefon-összeköttetéseket, Rommel Németországban volt, és helyettese, Georg Stumme tábornok a támadás hírére szívrohamot kapott és meghalt. A parancsnokságot ideiglenesen Wilhelm von Thoma páncélostábornok vette át.
A szövetséges harckocsik ekkor még benn álltak az aknamező közepén, tehetetlenül. A gyalogság már elérte a kijelölt vonalat, és a szövetséges tüzérség ennek előterét ágyúzta nagy távolságból, hogy megakadályozza az ellentámadást. A szövetséges légierő több mint 1000 bevetést repült ezen a napon, szintén minden erőfeszítést megtéve az ellentámadás megnehezítésére.
Napfelkelte után sebtében összeszedett német páncélosok támadták az 51. brit gyaloghadosztályt, azonban a skót gyalogosok sikerrel védték pozícióikat.
A brit harckocsik centiméterenként, kínos lassúsággal kúsztak előre egész nap. Este 6 körül a brit 1. páncéloshadosztály előőrsei felértek az aknamezők mögött húzódó hegygerincre, és a lemenő Nappal a hátuk mögött a 15. német páncéloshadosztály és az olasz Littorio (a.m. Fasiszta) hadosztály tankjai rontottak rájuk. A csata első páncélos-összecsapásában kb. 100 harckocsi vett részt. A részt vevő tankok fele felmorzsolódott, de sem a szövetségesek nem nyertek területet, sem a német-olasz csapatok nem tudták a briteket visszaszorítani.
D-2. nap, október 25 vasárnap: A csata nyitánya lezárult, mindkét fél két teljes napja állt kimerítő harcban. A szövetséges páncélosok északon átjutottak az aknamezőkön, és egy 9 km széles és 8 km mély részen benyomultak az ellenséges védővonalba, azonban ezzel csak a német-olasz csapatok fő védvonalát érték el, az áttörést ezután kellett kiharcolni. Montgomery ezért leállította a délen folyó hadműveleteket, és északra küldte a 7. brit pc. hadosztályt. Leállította az 1. dél-afrikai és 2. új-zélandi hadosztály támadását is a front középső részén lévő Miterija gerincen védekező olasz Trento hadosztály ellen.
Északon a 15. német pc. ho. és az olasz Littorio hadosztály tovább támadta a brit tankokat, de egyik fél sem tudott előrenyomulni. Az éjszaka leszálltával a szövetséges gyalogság ismét támadásra indult: az 51. brit hadosztály három támadást is indított, de az általános kavarodásban semmit sem értek el, 500 katona elvesztésén kívül. A hadosztályban egyetlen tiszt maradt akcióképes.
Eközben innen pár km-re délnyugatra ausztrál csapatok indítottak rohamot egy dombtetőn (29-es magaslat) lévő ellenséges megfigyelőállás ellen, amit a német 164. könnyű hadosztály védett, nagy létszámú olasz gyalogsággal megerősítve. A szövetséges légierő 115 tonna bombát dobott le a dombra, és az ausztrálok az éjszaka folyamán elfoglalták a kulcsfontosságú magaslatot, 240 hadifoglyot ejtve.

### Harmadik fázis: Rommel ellentámadása
D-3. nap, október 26 hétfő: Rommel október 25-én este ért vissza a csapataihoz, és gyorsan áttekintette a helyzetet. A Trento hadosztály elveszítette gyalogságának felét, a német 164. könnyű hadosztály pedig két teljes zászlóaljat, az egész seregben nem akadt egy teljes létszámú egység, a katonák már régóta a szabvány élelmiszer-javadalmazás felét kapták, sok volt a beteg és már csak három napra elegendő benzin maradt.
Ennek ellenére a szövetséges előrenyomulás nem haladt előre. Churchill őrjöngött: "Tényleg nincs egy tábornokom sem, aki képes megnyerni egy csatát?".
Rommel végre rájött, hogy a döntést északon kell kiharcolni, átirányította a 21. német pc. hadosztályt és az olasz Ariete hadosztályt, és támadásba küldte őket az ausztrálok által az előző éjjel elfoglalt magaslat ellen. Ez hiba volt: az ausztrálok kitartottak, a német és olasz harckocsizók pedig minden üzemanyagukat elhasználták a támadásban. A tankok a domb előtti nyílt terepen ragadtak, és a szövetséges légierő könyörtelenül bombázta őket.
Az északon erőlködő brit harckocsik még mindig nem jutottak előre: most, hogy Rommel nem tudott már tankokat küldeni ellenük, rohamaik rendre megtörtek a német-olasz védelmi vonalba telepített páncéltörő ágyúk tüzében.
A szövetségesek további jelentős sikere volt Tobruk kikötőjében a Proserpina tankhajó elsüllyesztése, amelyet a RAF torpedóvető bombázói hajtottak végre. Ezzel Rommel az utolsó reményt is elvesztette, hogy jelentős mennyiségű benzinhez jusson.
D-4. nap, október 27 kedd: A csata változatlan hevességgel tombolt az északi arcvonalon. Az 1. brit pc. ho. egyik gyalogsági ezredének egységei védtek egy Snipe fedőnevű pozíciót azon a hegygerincen, amelyen a támadás megakadt. A katonák páncéltörő ágyúkat ástak be az egész nap tartó, folyamatos tüzérségi és aknavetőtűzben. Délután négykor brit tankok ágyúzták őket tévedésből. Délután ötre már csak négy ágyú maradt üzemképes, amikor megindult Rommel ellentámadása, 40 német harckocsival az élen. A négy ágyú 37 német tankot lőtt ki, a maradék három visszavonult, majd kis idő múlva erősítésekkel újra támadtak. Az ezred ezt a támadást is visszaverte, ekkorra már csak 3 ágyú maradt, összesen 9 db lőszerrel, de a németek feladták a támadást.
D-5-6. nap, október 28-29. szerda-csütörtök: Az ausztrálok tovább támadtak északnyugati irányban, Tell el Eisánál a parton húzódó vasútvonaltól délre, de megakadtak egy Thompson's Post-nak nevezett ellenséges erődítménynél. A nap végére a brit erők 800 üzemképes tankot számoltak össze, míg a németeknek 148, az olaszoknak 187 bevethető harckocsijuk volt. A szövetségesek újabb tankhajót süllyesztettek el Tobruk kikötőjében. Rommel ezt mondta parancsnokainak: "Már nincs elegendő üzemanyagunk a visszavonuláshoz. Egy lehetőségünk van, harcolni a végsőkig, itt El Alameinnél.".
D-7-9. nap, október 30-november 1. péntek-vasárnap: Péntek éjjel, háromszor megismételt támadás után az ausztrálok végre kijutottak a tengerparti úthoz. Szombaton Rommel négy ellentámadást vezényelt az immár elfoglalt Thompson's Post ellen, de elkeseredett közelharc árán sem sikerült az ausztrálokat visszaszorítani. Másnap, vasárnap újabb ellentámadásra küldte katonáit, de az ausztrálok ezt is visszaverték. Rommel feladta a további küzdelmet, és maradék erőivel megkezdte a visszavonulást a pár kilométerre, nyugatra lévő Fukához.
A visszavonulás megindulása után érkezett be 1200 tonna benzin-utánpótlás, amit a katonák legnagyobb elkeseredésére kénytelenek voltak felrobbantani.

### Negyedik fázis: Áttörés (aSuperchargehadművelet)
A csatának ez a fázisa november 2-án indult, a Mongomeryre jellemző alapos előkészítés után. Célja az volt, hogy nyílt terepen csatára kényszerítse Rommel megmaradt páncélosait, felőrölje erőit és szétverje a visszavonuló ellenséges csapatokat. Az utánpótlás nélkül, de az életükért harcoló németek keményebben verekedtek, mint az összecsapás során eddig bármikor. A hadművelet közvetlen célpontja a német-olasz védelem kulcspontját képező Tel el Akkakir elfoglalása volt, a tengerparti út mellett.
Az akciót 7 órás, hosszú légitámadás vezette be – a bombázók elsősorban Tel el Akkakirt és a szomszédos településeket támadták, majd ezt 360 ágyú pergőtüze követte, aminek során 15 000 gránát csapódott be a német-olasz védőállásokba. A támadást a 2. új-zélandi hadosztályhoz tartozó 151. és 152. gyalogdandárok indították meg, a brit 9. páncélosdandár támogatásával. Bernand Freyberg tábornok, az új-zélandiak parancsnoka hiába kérte, hogy ne az ő leharcolt és kimerült alakulatainak kelljen vezetniük a támadást, Montgomery nem változtatott kiadott parancsán.
A támadás hasonlóképpen indult, mint az egész csata: a gyalogság az éjszaka leple alatt sikerrel nyomult előre, de nem sikerült időben megtisztítani az aknamezőkön keresztülvezető folyosókat. A lepukkant gyalogsági egységek közül reggelre csak kevesen érték el az ellenséges védőállásokat, azonban ellentámadás nem történt szintén kimerült ellenfeleiktől.
A 9. páncélosdandár este 8-kor kezdte meg felzárkózását az El Alamein-i vasútállomástól, de az erőltetett menet miatt a dandár 130 harckocsijából csak 94 érte el a támadás megindítására kijelölt vonalat. Még így is elkéstek, és az eredetileg 5.45-re tervezett támadást el kellett halasztani fél órával. 6 óra 15 perckor a dandár mind a három ezrede széles vonalban rohamozta meg a páncéltörő ágyúkkal jól ellátott ellenséges védvonalat.
Ez pontosan az a fajta hadművelet volt, amit Montgomery el akart kerülni. Freyberg szavaival: „Mindannyian jól tudjuk, hogy az ellenséges páncéltörő ágyúk vonalát páncélosokkal megtámadni öngyilkos vállalkozás. Ez gyalogsági feladat. De jelen pillanatban nem áll rendelkezésre erre gyalogság, tehát a páncélosoknak kell támadniuk.”.
Currie tábornok, a harckocsizók parancsnoka megpróbálta megmenteni csapatait, és azzal érvelt, hogy a támadás során több mint 50%-os veszteségek várhatók, ami elfogadhatatlan. Freyberg Montgomeryre hivatkozott, aki azt mondta, hogy tisztában van a veszélyekkel, de a 9. harckocsizódandár 100%-os elvesztését is el tudja fogadni, ha áttöri a német-olasz védelmet, mert ezután lehetőség lesz az ellenség teljes megsemmisítésére. Montgomery ugyanakkor úgy vélte, hogy a leharcolt németek ellen a támadás nem ennyire esélytelen.
A támadás megindult, és a német és olasz páncéltörő ágyúk, amelyek között 24 db rettegett 88mm-es is volt, tüzet nyitottak a felkelő Nappal a hátuk mögött a hajnali sivatagi égboltra tisztán kirajzolódó tankok ellen. Egyik rohamozó tankot a másik után lőtték ki, a támadás azonban elsöprőnek bizonyult, a tankok betörtek a védelmi vonalba, és fél óra alatt 35 ágyút semmisítettek meg, és több száz hadifoglyot ejtettek. A dandár 94 tankjából, amelyek a támadást megindították, 24 maradt és a támadásban részt vevő 400 harckocsizóból 230 elesett, megsebesült vagy fogságba esett.
A támadás után Gentry tábornok, a 6. új-zélandi dandár parancsnoka előrement, hogy felmérje a helyzetet. Rábukkant Currie tábornokra, aki tankjai mellett kimerülten aludt egy hordágyon. „Elnézést John, hogy felébresztettelek, de tudni szeretném hol vannak a páncélosaid ?” Currie a mellettük álló maroknyi harckocsi irányába mutatott. „Nem a parancsnoksághoz beosztott csapatokra gondoltam, John, hanem a teljes dandárra. Hol találom őket ?". „Ez a teljes dandár, Bill. Ennyi maradt.” válaszolta Currie. (Az igazsághoz hozzátartozik, hogy mivel a szövetségesek nyerték meg a csatát, később a kilőtt harckocsik jó részét meg tudták menteni és ki tudták javítani).
A brit páncélosok önfeláldozásával kiharcolt rés azonban nem volt elég széles ahhoz, hogy azon keresztül Montgomery a tartalék 1. brit páncélosdandárt átküldje, és klasszikus „villámháborús” hadműveletben kerítse be az ilyen manőverek nagymesterét, Rommelt. Ő azonban nagyon is jól tudta, mitől kell tartania, így a réshez küldte ellentámadásra az összes megmaradt német és olasz harckocsit. November 2-án délelőtt 11-kor ütközött meg a német 15. és 21. és az olasz Littorio páncéloshadosztály a 9. brit dandár maradékával és az erősítésükre felvonuló 1. brit páncélosdandárral. Az ellentámadás kudarcot vallott, és mindkét fél kb. 100 páncélost veszített. A veszteség brit szemmel nem volt jelentős, viszont Rommelnek estére (az erősítésül idevezényelt Ariete olasz hadosztály tankjaival együtt) már alig 30 tankja maradt.
Az éjszaka leszálltával Rommel tovább folytatta a visszavonulás megszervezését.

### Ötödik fázis: Menekülés
Rommel táviratozott Hitlernek, ismertette tarthatatlan helyzetét és engedélyt kért az arcvonal visszavételére. Hitler válaszüzenetében megtiltotta a visszavonulást. Von Thoma megszemlélte a páncéloshadosztályok maradványait, és jelentette Rommelnek, hogy a 15. pc. hadosztálynak 10 tankja maradt, a 21.-nek 14 és az olaszoknak 17. Rommel felolvasta neki Hitler parancsát, és elsietett, hogy átvegye a többi német és olasz egység parancsnokságát.
Von Thoma páncélosait 150 brit tank támadta meg, akik minden ellenálló tankot megsemmisítettek. Von Thoma parancsnoki harckocsiját lőtték ki utolsónak, a német tábornok az égő tankból kiugorva esett fogságba. Este Montgomery hívta meg vacsorára, és a két tábornok véleményt cserélt a csatáról és a hadiszerencse forgandóságáról.
A kétségbeejtő helyzet ellenére Rommel emberei hősiesen harcoltak. Teljes egységek semmisültek meg az utolsó emberig, de a németek nem hátráltak. Rommel, hogy elkerülje a hadsereg teljes pusztulását, megszegte Hitler parancsát és visszavonulást rendelt el.
D-12. nap, november 4., szerda: Megindult a végső szövetséges támadás a még kitartani próbáló, főleg olasz csapatok ellen. Három brit páncéloshadosztály törte át a már csak nyomaiban létező védvonalakat, és jutott ki nyílt terepre. A tengelyhatalmak csapatai visszavonultak, már amelyiknek sikerült. A nap során megsemmisült az Ariete, Littorio és Trieste hadosztály. Rommel elsősorban a német csapatokat igyekezett menteni, és az olaszokkal fedeztette a visszavonulást, bár ez az állítás a szövetséges sajtóban terjedt el. Rommel bár igyekezett a gépesített egységeit menteni, de a visszavonulást úgy próbálta szervezni, hogy az olaszok is fel tudjanak zárkózni, bár ez sok esetben nem sikerült, mert az olasz hadsereg gépesítettsége messze elmaradt a németek mögött. Ezt erősíti meg az emlékirata és Ettore Bastico véleménye is. A legtöbb olasz hadosztály bátran, sőt hősiesen harcolt (az Ariete hadosztály szinte az utolsó emberig harcolt). Más olasz egységek katonái azonban, látva hogy a németek feláldozzák őket, nem voltak hajlandók tovább harcolni és tömegesen adták meg magukat.
A Bologna és Trento hadosztályok zöme harcolva vonult vissza, és csak napok után adták meg magukat, amikor a sivatagban a katonák hullani kezdtek a szomjúságtól és kimerültségtől. Dall'Olio ezredes, a Bologna parancsnoka mondta fogságba esésekor: Harcolnánk tovább, de már nincs mivel. Harry Zinder, a Time magazin tudósítója írja: …az olaszok kitűnően, az utolsó töltényig harcoltak, de a németek nagyon csúnyán cserbenhagyták őket.

## Eredmények, veszteségek
A csata után Churchill így értékelte a sikert: „szinte azt mondhatjuk, el-Alamein előtt soha nem győztünk, el-Alamein után soha nem szenvedtünk vereséget.”
Montgomery „első világháborús” felőrlő stratégiája sikeresnek bizonyult. A hatékony felderítésnek köszönhetően jól ismerte az ellenség erejét és pozícióit, így meglepően pontosan jósolta meg a csata előtt a várható veszteségeket és a küzdelem időtartamát. Különösen jól használta ki tüzérségi fölényét. A szövetséges légierő működése lehetett volna eredményesebb, de összességében hatékonyan támogatták a földi csapatokat, sokkal jobban, mint a szintén jelentős német és olasz légierők, amelyek alig-alig tudtak beavatkozni a csatába.
A szövetséges fegyvernemek összehangolása sem volt kielégítő (gondoljunk csak a hatalmas páncélos-veszteségekre), és a felőrlő harcmodor sikeréhez sokkal inkább hozzájárult az ellenséges csapatok rossz utánpótlása, mintsem a szövetséges csapatok harceredményei.
A tengelyhatalmak csapatai teljes vereséget szenvedtek. Katonáik több mint 30%-át veszítették el (37 000 fő), köztük a legütőképesebb egységeket. Rommel három büszke páncéloshadosztályának maradványai a csata után kevesebb mint 5000 katonát és 20 tankot számláltak. A szövetségesek kb. 13 500 fős, 10%-osnál kisebb vesztesége a harc jellegéhez képest (megerősített védelem elleni támadás) csekélynek mondható, és a veszteségeket viszonylag gyorsan pótolni is tudták.

## Következmények, a csata után
A háború során harmadszor vonultak vissza a tengelyhatalmak erői a nyugat-Líbiai El Agheila mögé. Ezúttal azonban Montgomery, tanulva elődei hibáiból, különös gondot fordított előrenyomuló hadserege utánpótlásának megszervezésére, és jó előre felkészült az elpusztult út- és kikötő-hálózat kijavítására. Decemberre a visszavonuló tengelyhatalmak által felrobbantott Bengázi kikötője már ismét napi 3000 tonnás kapacitással üzemelt, és sikerült meglepően hamar üzembe helyezni a több mint 200 helyen felrobbantott tengerparti vasútvonalat is.
Rommelnek El Agheilánál sem sikerült megvetnie a lábát: december elején a felzárkózó 8. hadsereg kivetette állásaiból. December 25-én elesett Szirte, 370 km-re keletre Tripolitól, és január 23-án Tripoli is. Rommel Tunéziába szorult vissza, ahol a német 5. páncéloshadsereg harcolt az angol-amerikai csapatokkal, akik az előző év őszén szálltak partra a Fáklya-hadművelet során.
Rommel átvette az észak-afrikai német és olasz csapatok főparancsnokságát, átszervezte és megerősítette csapatait (végre újabb utánpótláshoz jutott) és újabb támadó hadműveleteken törte a fejét, amelyekre majd 1943 februárjában kerül sor, immár a Tunéziában harcoló amerikai csapatok ellen.

## Fordítás
- Ez a szócikk részben vagy egészben  a   Second Battle of El Alamein című angol Wikipédia-szócikk fordításán alapul.  Az eredeti cikk szerkesztőit annak laptörténete sorolja fel. Ez a jelzés csupán a megfogalmazás eredetét és a szerzői jogokat jelzi, nem szolgál a cikkben szereplő információk forrásmegjelöléseként.